# Accettore
In chimica si definisce accettore (dal latino colui che riceve) una entità chimica in grado di ricevere e legare una specie chimica proveniente da una terza entità, definita donatore.
Un esempio specifico di accettore sono gli accettori di elettroni, solitamente coinvolti in reazioni redox catalizzate da ossidoreduttasi.
Altri accettori sono coinvolti in reazioni di trasferimento (solitamente catalizzate dalle transferasi):
- l'acido piruvico, che riceve un gruppo amminico dall'acido glutammico sotto l'azione dell'alanina transaminasi;
- l'istamina, che riceve un metile dalla S-adenosil metionina sotto l'azione della istamina N-metiltransferasi;
- l'aspartato, che riceve un carbammato dal carbamilfosfato sotto l'azione dell'aspartato carbamiltransferasi.